# Krzcięcin
Krzcięcin [ˈkʂt͡ɕent͡ɕin] est un village polonais, dans le Powiat de Szydłowiec et dans la voïvodie de Mazovie dans le centre-est de la Pologne.
Il est situé à environ 8 kilomètres au nord de Szydłowiec et à 103 kilomètres au sud de Varsovie.

Sa population compte 85 habitants en 2006.